# Vítor Gomes
Vítor Hugo Gomes da Silva (Vila do Conde, 1987. december 25. –) portugál labdarúgó, jelenleg a ciprusi Omónia játékosa. Posztját tekintve védekező középpályás.

## Pályafutása
18 éves korában mutatkozott be a portugál Rio Ave csapatában. 2008-ban az olasz Cagliari Calcio csapatába került kölcsönbe, ahol azonban nem lépett pályára tétmérkőzésen. 2013-ban kölcsönbe került a székesfehérvári Videoton csapatába.

## Magánélete
Vítor Gomes bátyja José Manuel Gomes da Silva, aki szintén labdarúgó.